# Amigas (show)
Amigas é um especial musical brasileiro produzido pela TV Globo em parceria com Globoplay e Multishow. O programa, com direção de Celso Bernini em parceria com Nídia Aranha e Renata Moreno, e roteiro assinado por Luanna Guimarães. O projeto é uma versão feminina do especial Amigos (1995–1998).
Apresentado por Rafa Kalimann, conta com as cantoras Ana Castela, Lauana Prado, Maiara & Maraisa e Simone Mendes.

## Sinopse
Amigas é um especial que exalta o talento das mulheres na música sertaneja, com apresentações de Ana Castela, Lauana Prado, Maiara & Maraisa e Simone Mendes. O programa combina performances musicais, histórias inspiradoras e bastidores de artistas que conquistaram o coração do público.

## Elenco
- Ana Castela
- Lauana Prado
- Maiara & Maraisa
- Simone Mendes

## Repertório
1. "10%"
2. "Erro Gostoso"
3. "Escrito nas Estrelas"
4. "Pipoco"
5. "Daqui pra Frente"
6. "Evidências"
7. "Medo Bobo"
8. "Cobaia"
9. "Whisky Vagabundo"
10. "Saudade da Minha Terra"
11. "Dona de Mim"
12. "Você Vai Ver"
13. "Narcisista"
14. "É o Amor"
15. "Nosso Quadro"
16. "Você Humilha"
17. "Convite de Casamento"
18. "Dois Fugitivos"
19. "Vai Lá"
20. "Sombra Desconhecida"
21. "Dois Tristes"
22. "Solteiro Forçado"
23. "Majestade o Sabiá"
24. "Nuvem de Lágrimas"
25. "Beijinho Doce"
26. "Pássaro de Fogo"
27. "Supera"